# Valerie Viehoff
Valerie Viehoff (ur. 16 lutego 1976) – niemiecka wioślarka, srebrna medalistka olimpijska z Sydney.
Zawody w 2000 były jego jedynymi igrzyskami olimpijskimi. Zajęła drugie miejsce w dwójce podwójnej wagi lekkiej, partnerowała jej Claudia Blasberg. W 1998 była mistrzynią świata w czwórce podwójnej wagi lekkiej.